# 齋托鎮區
齋托鎮區為緬甸孟邦齋托縣的鎮區。2014年人口184,532人，區域面積952.44平方公里。該鎮區轄下65個村莊。齋托為該鎮區首府。
2011年9月於緬甸議會申報，齋托鎮區人口有157,216人，戶數27,745戶。而該鎮區的病床數量共25床，其中16張病床為登扎亞醫療站（Theinzayat Station Hospital）所有。該鎮區有1所孕婦與兒童醫療中心，7所鄉村醫療中心以及28處鄉村醫療分站。